# Два пенса (Великобритания)
Монета Великобритании два пенса — выпускается с 15 февраля 1971 на Королевском монетном дворе.
Поставляется банкам в мешках по одному фунту. К декабрю 2005 года в обращении находилось 6,4 миллиарда монет.
Первоначально эти монеты чеканились из бронзы (97 % меди), а с 1992 года началась чеканка из стали с медным покрытием. Такие монеты чеканятся по настоящий момент, исключение составляют монеты, выпущенные в течение нескольких месяцев в 1998 году (они как прежде выполнены из бронзы). Масса современной монеты 7,12 грамм, её диаметр 25,9 миллиметров, толщина 2,03 мм (толщина бронзовых монет 1,85 мм).
Процентное соотношение металлов в современной монете — сталь 93 %, медь 7 %.
На монете разработанной, Кристофером Иронсайдом, изображен герб принца Уэльского: диадема, украшенная страусиными перьями, лента с надписью: «ICH DIEN» («Я служу»). Снизу цифра «2». На монетах 1971—1981 годах сверху указывалось название денежной единицы — «NEW PENCE», а с 1982 года указывается номинал — «TWO PENCE». В 1983 году часть монет была выпущена со старой надписью (NEW PENCE), эти монеты довольно редки.
Первоначально планировалось чеканить ещё один вариант монеты, реверс которой должен был представлять Северную Ирландию, но это не было осуществлено.
За период с 1971 по настоящее время аверс монеты менялся трижды: с 1971 до 1984 изображение портрета королевы Елизаветы II , с 1985 до 1997 — портрет работы Рафаэля Мэклуфа, с 1998 года — портрет работы Иэна Рэнк-Броудли. Всегда на монетах была надпись «Елизавета II» и год чеканки.